# جامالادامگو
جامالادامگو (به انگلیسی: Jammalamadugu) یک منطقهٔ مسکونی در هند است که در Jammalamadugu mandal واقع شده‌است. جامالادامگو ۲۴٫۸۳ کیلومتر مربع مساحت و ۴۶٬۰۶۹ نفر جمعیت دارد و ۱۸۴ متر بالاتر از سطح دریا واقع شده‌است.